# Culicoides shermani
Culicoides shermani är en tvåvingeart som beskrevs av Ottis Robert Causey 1938. Culicoides shermani ingår i släktet Culicoides och familjen svidknott.
Artens utbredningsområde är Thailand. Inga underarter finns listade i Catalogue of Life.